# Köln/Bonn Flughafen
Flughafen Köln/Bonn – stacja kolejowa położona w międzynarodowym porcie lotniczym Kolonia/Bonn, w kraju związkowym Nadrenia Północna-Westfalia, w Niemczech. Znajdują się tu 2 perony.